# Hanna Grabley
Hanna Grabley (* 19. September 1932 in Greußen; † 26. Februar 2021) war eine deutsche Arbeitsökonomin und Hochschullehrerin.

## Leben
Hanna Grabley wurde 1964 am Institut für Arbeitsökonomie der Hochschule für Ökonomie Berlin in Berlin-Karlshorst mit einer Arbeit über Auswirkungen des wissenschaftlich-technischen Fortschritts auf die Veränderung der Qualifikationsstruktur der Arbeitskräfte und die sich daraus ergebenden Schlußfolgerungen für die perspektivische Arbeitskräfteplanung und die Berufsbildung promoviert. Sie habilitierte sich 1970 ebenfalls dort über Einflußfaktoren der Arbeitskräftezahl und -struktur in Bereichen der technischen Produktionsvorbereitung, speziell in Konstruktionsbereichen als Grundlage für die Perspektivplanung der Arbeitskräfte.
Sie war mit Peter Grabley, 1966 bis 1986 Leiter der Abteilung Chemie sowie 1986 bis 1990 Staatssekretär der Staatlichen Plankommission der DDR, verheiratet. Nach der Wende ließen sie sich in Bad Saarow nieder, wo sie zu den Gründern des Förder- und Kunstvereins gehörten.

## Publikationen (Auswahl)
- Langfristig orientierte Arbeitskräfteentwicklung Grundlagen und Erfahrungen aus Kombinaten, Betrieben und Territorien, mit E. Sachse, Berlin Verlag, Die Wirtschaft, 1989. OCLC 844899073
- Planung und Bilanzierung der Arbeitskräfte, Berlin Verlag Die Wirtschaft, 1987. OCLC 74952329
- Lohn und soziale Sicherung unter den Bedingungen der sozialen Marktwirtschaft, mit dem Institut für Arbeit und Wirtschaftsdemografie, Berlin Hochschule für Ökonomie, 1990. OCLC 256627744